# Turingelunden
Turingelunden är en park i centrala Södertälje i Södermanland och Stockholms län. Den ligger tvärs över Storgatan från Sankta Ragnhilds kyrka.
I parken finns en fontän med statyn Morgonbad av Stig Blomberg. Fontänen avtäcktes 1957. Den inre delen av parkanläggningen med murarna, sittplatser och damm projekterades av stadens parkavdelning i samarbete med arkitekt Fritz Voigt och professor Stig Blomberg. Rabatternas utformning och delar av dammen har därefter ändrats något, men övrigt har parken till största del behållit sin ursprungliga utformning.

## Bildgalleri

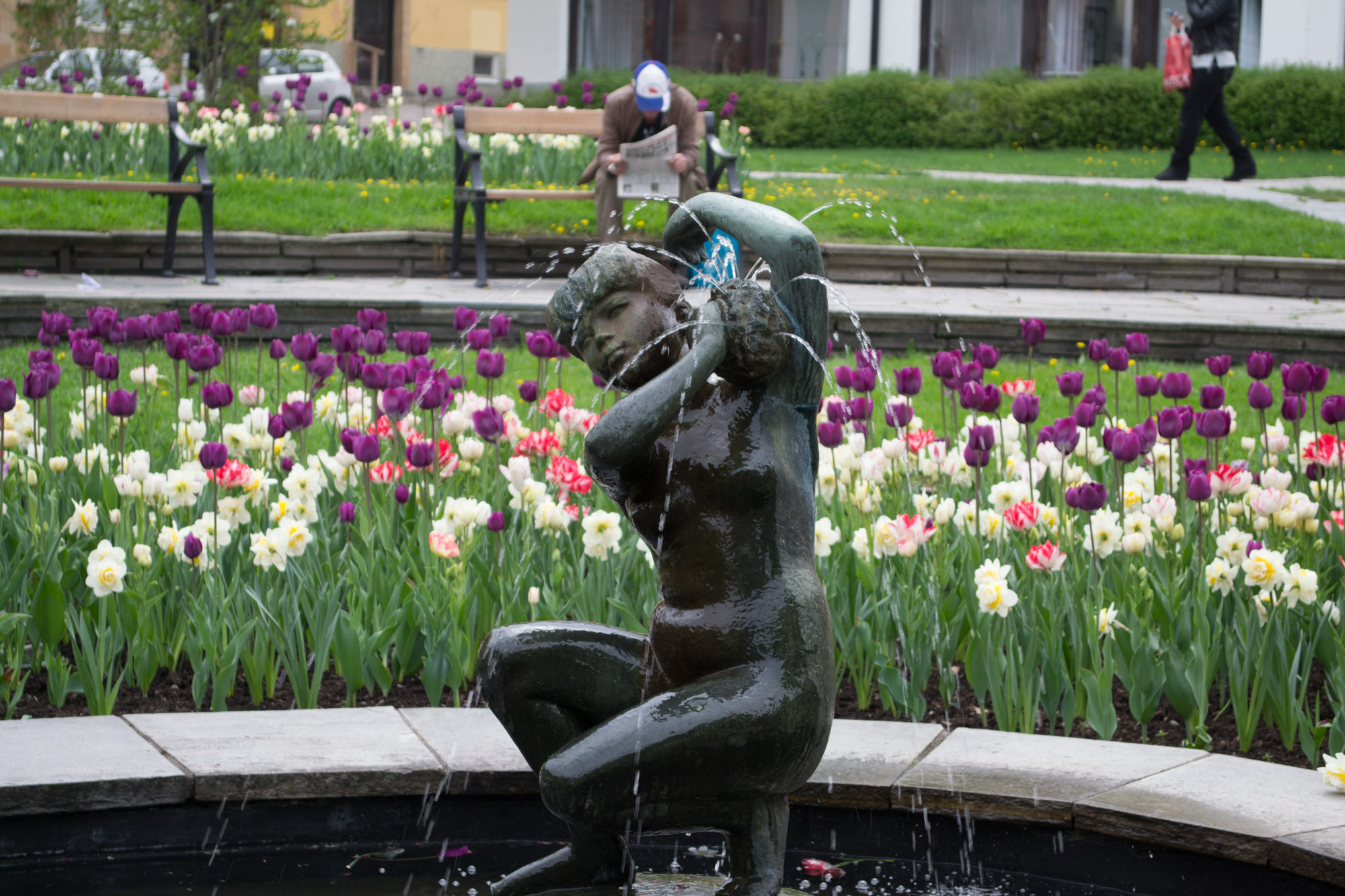
Närbild på statyn Morgonbad av Stig Blomberg
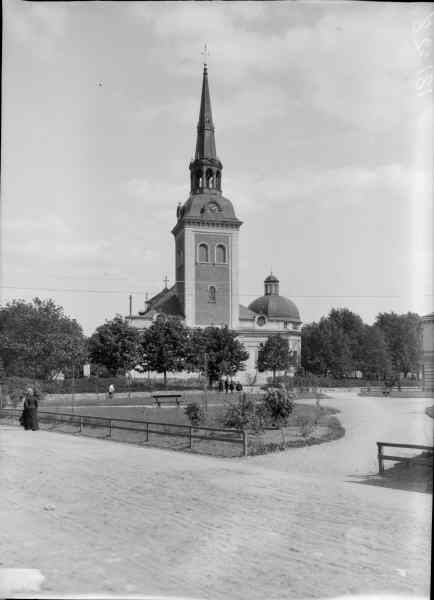
Området 1904-1906 med Storgatan och Sankta Ragnhilds kyrka i bakgrunden